# Wereldkampioenschappen schaatsen afstanden 2024 - 500 meter mannen
De 500 meter mannen op de wereldkampioenschappen schaatsen afstanden 2024 werd gereden op vrijdag 16 februari 2024 in de Olympic Oval in Calgary, Canada.
Titelverdediger Jordan Stolz won opnieuw, met ruime voorsprong. Hij was slechts acht honderdste langzamer dan het wereldrecord, en dezelfde marge sneller dan het baanrecord. Dat was in handen van zijn directe tegenstander Laurent Dubreuil die tweede werd. Damian Żurek dook twee tienden onder zijn persoonlijke record en haalde daarmee zijn eerste medaille op een wereldkampioenschap. Stefan Westenbroek was met een zesde plek de eerste van de Nederlandse debutanten op het WK.

## Uitslag
| #      | Schaatser                   | Land             | Tijd        | Verschil | Rit  |
| ------ | --------------------------- | ---------------- | ----------- | -------- | ---- |
| Goud   | Jordan Stolz                | Verenigde Staten | 33,69 BR NR | -        | 12 O |
| Zilver | Laurent Dubreuil            | Canada           | 33,95       | + 0,26   | 12 I |
| Brons  | Damian Żurek                | Polen            | 34,11 PR    | + 0,42   | 9 I  |
| 4      | Wataru Morishige            | Japan            | 34,26       | + 0,57   | 10 I |
| 5      | Bjørn Magnussen             | Noorwegen        | 34,28 PR    | + 0,59   | 9 O  |
| 6      | Stefan Westenbroek          | Nederland        | 34,41       | + 0,72   | 5 O  |
| 7      | Cho Sang-hyeok              | Zuid-Korea       | 34,45       | + 0,76   | 3 O  |
| 8      | Kim Jun-ho                  | Zuid-Korea       | 34,49       | + 0,80   | 11 O |
| 9      | Yuma Murakami               | Japan            | 34,55(5)    | + 0,86   | 11 I |
| 10     | Håvard Holmefjord Lorentzen | Noorwegen        | 34,55(6)    | + 0,86   | 4 O  |
| 11     | Cooper McLeod               | Verenigde Staten | 34,56       | + 0,87   | 5 I  |
| 12     | Jenning de Boo              | Nederland        | 34,57       | + 0,88   | 4 I  |
| 13     | David Bosa                  | Italië           | 34,58       | + 0,89   | 7 I  |
| 14     | Marten Liiv                 | Estland          | 34,62(6)    | + 0,93   | 6 O  |
| 15     | Janno Botman                | Nederland        | 34,62(8)    | + 0,93   | 8 I  |
| 16     | Piotr Michalski             | Polen            | 34,63       | + 0,94   | 7 O  |
| 17     | Yankun Zhao                 | Canada           | 34,65 PR    | + 0,96   | 2 O  |
| 18     | Du Haonan                   | China            | 34,66(5)    | + 0,97   | 1 O  |
| 18     | Marek Kania                 | Polen            | 34,66(5)    | + 0,97   | 8 O  |
| 20     | Zach Stoppelmoor            | Verenigde Staten | 34,70       | + 1,01   | 3 I  |
| 21     | Tatsuya Shinhama            | Japan            | 34,77       | + 1,08   | 10 O |
| 22     | Deng Zhihan                 | China            | 34,80 PR    | + 1,11   | 2 I  |
| 23     | Nil Llop Izquierdo          | Spanje           | 34,82       | + 1,13   | 6 I  |
| 24     | Kim Tae-yun                 | Zuid-Korea       | 34,89       | + 1,20   | 1 I  |

## IJs- en klimaatcondities
|                  | Start  | Eind   |
| ---------------- | ------ | ------ |
| Tijd             | 14:21  | 14:48  |
| Luchttemperatuur | 17,9°C | 17,9°C |
| IJstemperatuur   | -8,1°C | -8,1°C |
| Luchtvochtigheid | 29,0%  | 29,0%  |

1996 · 
1997 · 
1998 · 
1999 · 
2000 · 
2001 · 
2003 · 
2004 · 
2005 · 
2007 · 
2008 · 
2009 · 
2011 · 
2012 · 
2013 · 
2015 · 
2016 · 
2017 ·
2019 ·
2020 ·
2021 ·
2023 ·
2024 ·
2025